# Poluneparna vena
Poluneparna vena (lat. vena hemiazygos) je vena u trupu čovjeka koja odvodi deoksigeniranu krv iz lijeve strane stražnjeg dijela trupa. 
Poluneparna vena se nastavlja na lijevu slabinsku uzlaznu venu (lat. vena lumbalis ascendens sinistra), prikuplja krv lijevih međurebrenih vena (3-5 donjih) u svom toku na lijevoj strani kralježnice, u razini osmog (ili devetog) vratnog kralješka prelazi na desnu stranu i ulijeva se u neparnu venu (lat. vena azygos).
U poluneparnu venu ulijevaju se i dio manjih ezofagealnih i medijastinalnih vena, a kod nekih ljudi i dodatna poluneparna vena (lat. vena hemiazygos accessoria).